# Calacte
Calacte (en llatí, Calacte o Cale Acte, en grec antic Καλάκτα o Καλὴ Ἀκτὴ) era una ciutat de la costa nord de Sicília aproximadament a mig camí entre Tíndaris i Cafalòdion. El nom es pot traduir com "Cala Bonica" (Καλὴ Ἀκτὴ o Cale Acte).
Després de la submissió de Milet a Pèrsia l'any 494 aC colons milesis i de Samos es van establir allí aconsellats pels ciutadans de Zancle que els havien parlat de la bellesa del país, però després van ocupar Zancle i s'hi van establir, segons diu Heròdot. Més tard un cap dels sículs de nom Ducetius, a qui els governants de Siracusa havien enviat a l'exili a Corint, va tornar i es va establir a Calacte amb un grup de colons del Peloponès, i va obtenir molt de suport dels veïns sículs i en especial del cap de la ciutat d'Herbita, Arcònides. La ciutat es va dir Kala Akte, nom que ja es donava a la regió, però després es va contreure en Kalakta (Calacte), explica Diodor de Sicília.
Va créixer ràpidament fins a convertir-se en una ciutat rica, però la seva història posterior és desconeguda, i només per l'existència de monedes es pot afirmar que va seguir independent fins a la dominació romana. Sembla que en temps de Ciceró era un municipi important. Sili Itàlic diu que la ciutat tenia gran abundància de peix. Plini el Vell no parla de la ciutat, però sí que ho fan Claudi Ptolemeu i els Itinerarium.
És probablement la ciutat actual de Caronia, i al seu voltant existeixen unes interessants ruïnes. A la ciutat hi va néixer el retòric grec Cecili Calactí que va viure en temps d'August.